# Esquema de separación de tráfico

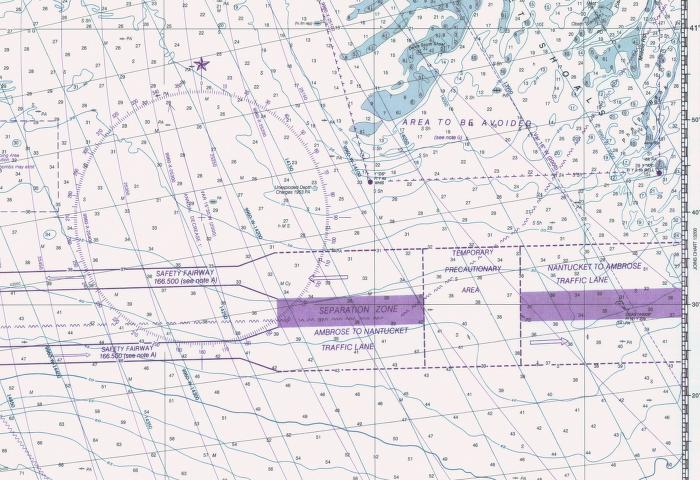
TSS Ambrose - Nantucket

Esquemas o dispositivos de separación de tráfico marítimo, (TSS por sus siglas en inglés Traffic Separation Scheme) son verdaderas autopistas virtuales delimitadas en el mar por las autoridades costeras de cada estado a fin de ordenar el sentido de circulación de las embarcaciones que salen o se dirigen a sus puertos reduciendo los riesgos de abordajes por el uso indiscriminado del espacio marítimo.
Estos esquemas de separación en algunos casos son optativos y en otros obligatorios dependiendo de la legislación cada estado soberano.
Pueden o no estar delimitados por boyas pero todo el tráfico que por ellos discurre es monitoreado por estaciones de radar costeras que asisten al navegante y controlan sus desplazamientos.
En la fotografía de la derecha se observa un parcial del esquema establecido en aguas de los EE. UU., entre Ambrose (punto de ingreso a la bahía de Nueva York y Nantucket (punto de inicio de la ruta transatlántica a los puertos del norte de Europa. 

Forma correcta de atravesar un TSS

Estos esquemas están marcados en las cartas náuticas y adoptan en todo el mundo el sentido de circulación por la derecha incluso en los países sajones donde el tráfico carretero y ferroviarios es por la izquierda.
Las aguas comprendidas entre los TSS y la costa se denomiman "Zona de Navegación Costera" y están reservadas a las embarcaciones menores, de recreo o deportivas.
Todas las normas referentes al uso de los TSS están establecidas en la Regla 10 del Reglamento Internacional para Prevenir Abordajes (RIPA).

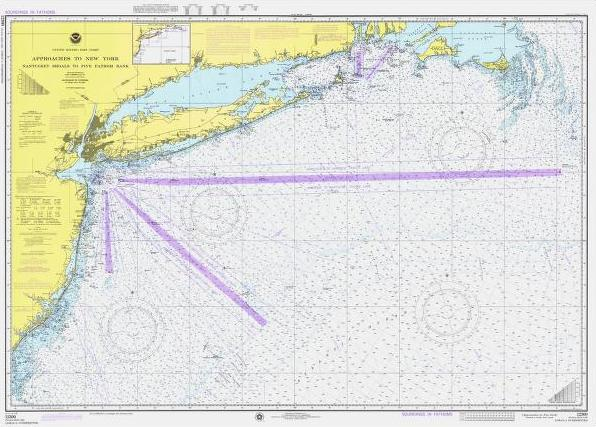
Carta con el esquema completo.

Entre cada sector de circulación existe una zona de seguridad o separación marcada en las cartas náuticas en color violeta que no debe invadirse. Dado que la navegación es controlada por las autoridades el ingreso a los esquemas de separación debe reportarse por medio de los radioteléfonos o VHF.
Los esquemas de separación de tráfico se han ido imponiendo en todo el mundo a partir de la segunda mitad del siglo XX y como el volumen del comercio marítimo se incrementa año a año su implementación se ha extendido a todas las rutas oceánicas.
Un Esquema de Separación de Tráfico es controlado por un Sistema de Control del Tráfico Marítimo o Vessel Traffic Service VTS.